# 埃卡德·维默尔
埃卡德·维默尔（德語：Eckard Wimmer，1936年5月22日—）是一位德国出生的美国病毒学家和有机化学家，现为石溪大学分子遗传学与微生物学教授，2002年第一个从头合成了脊髓灰質炎病毒，2012年当选美国国家科学院院士。